# Who Named It?
Who Named It? je anglickojazyčná databáze a slovník lékařských eponym a lidí spojených s jejich identifikací. Přestože se jedná o slovník, mnoho eponym a osob je prezentováno v rozsáhlých článcích s komplexní bibliografií. Internetové stránky provozoval v Norsku lékařský historik Ole Daniel Enersen.